# Ramazan Abdulatipov
Ramazán Gadzhimurádovich Abdulatípov (en avar: Рамазан ГІабдулатІипов; en ruso: Рамазан Гаджимурадович Абдулатипов; Daguestán, 4 de agosto de 1946) es un político daguestano de ascendencia persa.
Es presidente de la República de Daguestán desde el 28 de enero de 2013.

## Síntesis biográfica
De 1990 a 1993 fue presidente del Consejo de Nacionalidades, miembro de la cámara del Sóviet Supremo de Rusia. Durante la crisis constitucional rusa de 1993, condenó el decreto del presidente Borís Yeltsin que disolvía el Congreso de los Diputados del Pueblo de Rusia y el Sóviet Supremo de Rusia, y fue uno de los miembros de la delegación soviética Suprema en charlas con el bando presidencial. 
De mayo de 2005 al 6 de marzo de 2009, Abdulatípov sirvió como embajador de Rusia en Tayikistán.
Desde el 28 de enero de 2013 es el presidente de la República de Daguestán.